# Amyris phlebotaenioides
Amyris phlebotaenioides är en vinruteväxtart som beskrevs av Urb. & Ekman. Amyris phlebotaenioides ingår i släktet Amyris och familjen vinruteväxter. Inga underarter finns listade i Catalogue of Life.